# クリスツィナ・ツィマノウスカヤ
- クリスティナ・チマノウスカヤ

クリスツィナ・ツィマノウスカヤ（ベラルーシ語: Крысці́на Сярге́еўна Цімано́ўская, ラテン文字転写: Krystsina Siarheyeuna Tsimanouskaya、ロシア語: Кристина Сергеевна Тимановская, ラテン文字転写: Kristina Sergeyevna Timanovskaya、1996年11月19日 - ）は、短距離走を専門とするベラルーシの陸上競技選手。2017年ヨーロッパU23陸上競技選手権大会の100mで銀メダル、イタリア・ナポリで2019年夏季ユニバーシアードの200mで金メダルを獲得した。また、ベラルーシ・ミンスクで開かれた同年のヨーロッパ競技大会のチームイベントで、銀メダルを得た。
2020東京オリンピックのベラルーシ代表に選抜されるも、開催期間中の2021年8月1日、同国当局によって強制的に連行された羽田空港で亡命を求めた（後述）。

## 2020東京オリンピック
2020東京オリンピックでは、100mと200mでベラルーシ代表に選抜された。
2020年3月24日、東京オリンピック・パラリンピック組織委員会と国際オリンピック委員会（IOC）は新型コロナウイルスのパンデミックへの配慮から、オリンピックの開催を1年程度延期すると発表した。
ベラルーシでは、2020年8月9日に行われた大統領選挙で現職のアレクサンドル・ルカシェンコが6選を果たすが、不正選挙を訴える市民と警官隊との間で衝突が発生。数十名の死傷者が出たほか、約3000人の身柄が拘束された。反政権派が全土でデモを呼び掛けた同年8月中旬、ツィマノウスカヤはインスタグラムに「代表選手」として呼応する声明を載せた。「私たちは傍観者でいられず、市民や友人、同僚、親族への暴力に我慢できない。治安機関の行動は違法で受け入れられない」と批判し、言論の自由などを訴えた。
2021年7月23日、一年遅れでオリンピックが開幕すると、ベラルーシのスポーツ当局は、この2種目に加え、8月5日に行われる4×400mリレー予選にも出場することをツィマノウスカヤに強要した。
同年7月30日（UTC）、ツィマノウスカヤはインスタグラムを更新。「女子1600m（4×400m）リレーに出場予定の一部選手が十分なドーピング検査を受けなかったため日本に来ることができなかった。そのため、自分がリレーメンバーに入れられた」とコーチ陣の不手際を批判する動画を投稿した。また、自身は400mを走らないと付言した。これに対し、コーチや本国関係者らは投稿の削除をツィマノウスカヤに要求した。
8月1日、ベラルーシオリンピック委員会はツィマノウスカヤの部屋に入り、羽田空港まで強制的に連行した。翌日の陸上女子200m予選に出場予定だった。同委員会はルカシェンコ大統領の長男が率いており、彼女を「要注意選手」として警戒していた可能性があることが指摘されている。本国のメディアがツィマノウスカヤの強制送還を報じると、ベラルーシ・スポーツ連帯基金（BSSF）は、日本在住のベラルーシのディアスポラ（離散者）やジャーナリストたちに対し、羽田空港に向かうよう呼び掛けた。
羽田へ連行される途中、祖母からの電話が入る。通話時間は10秒ほどだったが、祖母は「ベラルーシに戻った場合、精神科病棟に送られる。戻ってこないで」と告げた。この言葉によりツィマノウスカヤは亡命を決意。同日夜、イスタンブール行きのトルコ航空便に搭乗させられそうになった際、日本の警察に保護を求めた。出国対応で空港にいた東京五輪・パラリンピック組織委員会の職員がサポートを行った。ツィマノウスカヤは搭乗拒否の理由を「本国で投獄される可能性があるため」としている。ドイツあるいはオーストリアへの亡命を求めていることもあわせて報じられた。
ツィマノウスカヤはこの日、IOCの保護のもと、空港のホテルに宿泊。深夜、駐日ポーランド大使館の領事に電話をかけ、救助を求めた。領事は人道ビザの発給と、亡命を受け入れる準備があると伝えた。
8月2日、ポーランドとチェコがビザ発行など支援の意向を表明。スロベニアのヤネス・ヤンシャ首相も自身のツイッターに「スロベニアはツィマノウスカヤを歓迎する」と投稿した。

### ポーランドへ亡命
8月2日午後5時、ツィマノウスカヤは警察の車両で駐日ポーランド大使館に到着。同国への亡命を申請し、人道的ビザを発給された。夫で、陸上競技選手のアルセニ・ジュダネビッチは同日、ウクライナに入国した。滞在先のキーウでメディアの取材に「こんな深刻な事態になるとは思ってもいなかったが、国を去ることに迷いはなかった」と答えた。同日、EUは、ベラルーシが選手を強制帰国させようとしたことは、ルカシェンコによる「容赦ない抑圧」の実態を新たに示すものと非難した。ウクライナでは8月3日、亡命者支援団体「ウクライナ内のベラルーシの家（BHU）」の代表、ヴィタリー・シショフがキーウの自宅近くの公園で首を吊られた状態で死亡しているのが発見された。警察は自殺を装った殺人の可能性があるとして調査を開始した。
8月4日、ツィマノウスカヤは駐日ポーランド大使館を出て、午前8時30分頃、成田空港に到着した。当初はポーランドのワルシャワへの直行便へ搭乗する予定だったが、直前にオーストリアのウィーン行きへ変更。搭乗機は午前11時15分過ぎに離陸した。現地時間の8月4日夜、ポーランドに到着。8月5日、ワルシャワで記者会見し、今後も競技を続ける考えを表明した。会見には、ルカシェンコ政権と対立し、ポーランドで反政権活動を続けるベラルーシのラトゥシコ元文科相が同席した。同日、ポーランドで夫のジュダネビッチと再会した。
8月5日、ツィマノウスカヤを強制帰国させようとしたベラルーシ代表チームのヘッドコーチと役員の2人がIOCからIDカードを没収され、選手村を追放された。
8月30日、ポーランド国籍取得を発表した。
2023年8月6日、ワールドアスレティックス（世界陸連）は国籍変更に伴い、本来必要とされていた3年間の待機期間を同日付で免除。これにより、同日からポーランド代表としての出場が可能になったと同月7日にロイター通信が報じた。同月20日、ハンガリー・ブダペストで行われた2023年世界陸上競技選手権大会に出場した。

## 主要大会成績
| 年             | 大会                     | 会場                           | 結果                        | 種目           | 補足           |
| ベラルーシ代表 | ベラルーシ代表           | ベラルーシ代表                 | ベラルーシ代表              | ベラルーシ代表 | ベラルーシ代表 |
| -------------- | ------------------------ | ------------------------------ | --------------------------- | -------------- | -------------- |
| 2015年         | ヨーロッパジュニア選手権 | スウェーデン・エシルストゥーナ | 6位                         | 100 m          | 11.85          |
| 2015年         | ヨーロッパジュニア選手権 | スウェーデン・エシルストゥーナ | 17位（予選）                | 200 m          | 24.51          |
| 2017年         | ヨーロッパ室内選手権     | セルビア・ベオグラード         | 12位（準決勝）              | 60 m           | 7.39           |
| 2017年         | ヨーロッパU23選手権      | ポーランド・ブィドゴシュチュ   | 2位                         | 100 m          | 11.54          |
| 2017年         | ヨーロッパU23選手権      | ポーランド・ブィドゴシュチュ   | 4位                         | 200 m          | 23.32          |
| 2018年         | 世界室内選手権           | イギリス・バーミンガム         | 31位（予選）                | 60 m           | 7.37           |
| 2018年         | ヨーロッパ選手権         | ドイツ・ベルリン               | 13位（準決勝）              | 100 m          | 11.34          |
| 2018年         | ヨーロッパ選手権         | ドイツ・ベルリン               | 10位（準決勝）              | 200 m          | 23.03          |
| 2019年         | ヨーロッパ室内選手権     | イギリス・グラスゴー           | 7位                         | 60 m           | 7.26           |
| 2019年         | ユニバーシアード         | イタリア・ナポリ               | 6位                         | 100 m          | 11.44          |
| 2019年         | ユニバーシアード         | イタリア・ナポリ               | 1位                         | 200 m          | 23.00          |
| 2019年         | 世界選手権               | カタール・ドーハ               | 26位（予選）                | 200 m          | 23.22          |
| 2021           | ヨーロッパ室内選手権     | ポーランド・トルン             | –                           | 60 m           | 失格           |
| 2021           | オリンピック             | 日本・東京                     | 全体37位（予選〈6組〉敗退） | 100 m          | 11.47          |
| 2021           | オリンピック             | 日本・東京                     | –                           | 200 m          | 不出場         |

## 個人記録
屋外
- 100 m - 11秒04（+0.7 m/s、ミンスク、2018年）
- 200 m - 22秒78（-1.2 m/s、ミンスク、2019年）

室内
- 60 m - 7秒21（マヒリョウ、2017年）
- 200 m - 23秒62（マヒリョウ、2019年）